# آیرونکلاد مونکالم
آیرونکلاد مونتکالم (به انگلیسی: French ironclad Montcalm) یک کشتی بود که طول آن ۶۸٫۷۵ متر (۲۲۵ فوت ۷ اینچ) بود. این کشتی  در سال ۱۸۶۸ ساخته شد.